# KOUSAKU
KOUSAKU（こうさく、本名：向井耕作、1967年11月2日 - ）は、東京都出身のラジオパーソナリティ・歌手・ナレーター・声優。シグマ・セブン所属。血液型はA型。向井耕作としてNPO法人「U-PROJECT」の代表理事も務めており、地域美化事業「まるごみプロジェクト」の総合プロデューサーとして活動している。
特技は野球で、2006年には千葉熱血MAKINGにも所属していた。千葉ロッテマリーンズスタジアムDJ、千葉ロッテマリーンズ大使を務める。また、1995年から2000年までは音楽ユニット「AK LIVE」のボーカリストとして活動しており（2013年から活動再開）、現在はバンド「GOLDFISH RESCUE GANG」でボーカルを務めるなど、多彩な活躍を見せている。

## 来歴
1967年11月2日、東京都足立区に生まれる。後に千葉県浦安市に移住。高校卒業後、アパレル会社で2年間働いた後、退職。単身イギリスへ留学。帰国後、1988年に北島音楽事務所を通じて芸能界入りするも、芸能活動より音楽活動に重点を置くために事務所を離れる。
1991年に勃発した湾岸戦争に触発され、後に「AK LIVE」で発表することとなる楽曲「LOVE & PEACE」が生まれる。同年に、ソニー・ミュージックレコーズよりバンド「ハロウィンパーティー」として、シングル「彼女はデリケート」でデビューする。
1992年、シングル「初めてのエクスタシー」を発表した後にハロウィンパーティーを解散。サンディに所属し、ラジオ番組のレギュラーを多く務める。
1995年、同じくサンディに所属するDJ ARCHEと音楽ユニット「AK LIVE」を結成し、シングル「NO FAKE」で再デビューする。2000年までにアルバム2枚、シングル6枚をリリース。また、内田一奈による漫画「3D-boys」（「きみとぼく」（ソニー・マガジンズ）にて連載、コミックス全3巻）で、AK LIVEの結成からデビューまでの軌跡が描かれた。
1998年、北京で開かれた日中平和友好条約締結20周年記念を祝したイベントでライブを行う。また、「'98FNS1億2700万人の27時間テレビ夢列島 てれずにいいこと、てれずに楽しく」の1コーナー「FNS空き缶アートフェスティバル」に出演し、AK LIVEとしてライブを披露、全国テレビ中継された。
1999年、「GOLDFISH RESCUE GANG」を結成、2000年春に初ライブを行う。サンディを退社し、AK LIVEも解散。
2003年にシグマ・セブンに移籍。TV・CFナレーションやラジオを担当するようになる。同時期に千葉ロッテマリーンズスタジアムDJに就任。また、全日本バレーボールの応援DJ・マッチナビゲーターにも就任する。この頃から、「出来ることから始めよう」を合い言葉とした音楽＆アートイベント「ZEROCKI'N」（ゼロッキン）を開催する。
2006年秋、妻と死別。
2007年、バレーボールワールドカップのマッチナビゲーターを担当する。
2008年2月、「環境大臣と地球温暖化対策を考える集い」（幕張メッセ国際会議場）に、コーディネーターとして参加する。
2013年1月、AK LIVEの活動を再開。

## 出演

### テレビ
- 音ぱつ（テレビ東京）
- ラブトロン（BSテレビ東京）
- BS12 プロ野球中継（ワールド・ハイビジョン・チャンネル）

### ラジオ
現在の出演
- ACTUS（FM-FUJI）
- HEARTLUCK（bayfm）
- ASAHI BEER TASTY TIME!（bayfm）

過去の出演
- JIMO-PRO（bayfm）
- EARTH BEAT（bayfm）
- POWER BAY WEEKEND（bayfm）
- BAY MORNING STREEM（bayfm）
- S-チャンス!（bayfm）
- ASAHU BEER LINK FOR TOMORROW（bayfm）
- KOUSAKUのパワーナイト （MUSIC BIRD）
- 東京St.Light City（MUSIC BIRD）
- 耕作の本気ラジオ（MUSIC BIRD）
- 今夜は楽しまナイト（MUSIC BIRD）
- NTT MUSIC MULTIMEDIA（bayfm、NACK5、FM yokohama、FM-FUJI 1997年）
- NACK5 SUNDAY LIONSスタジオ担当（1996年 NACK5）
- AK江戸っ子チャンPON（長崎放送）
- CLUB KINGDOM（K-MIX）
- Dream Factory AK GENERATION（茨城放送、栃木放送）
- AKジャンボパーティー（FM徳島など）
- GOLDTOWER SEA SIDE WAVE（FM香川）
- ラジカルモンスター［金曜日］（SBS静岡放送）
- NEXT STEP（bayfm、POWER BAY MORNINGのコーナー）
- PUMP UP RADIO（FM-FUJI）
- EVENING RUSH （FM-FUJI）
- terminal （FM-FUJI）

### CM
- プロ野球 ファミスタDS2010（ニンテンドーDS用ソフト）　ゲームPVのナレーションも担当。
- プロ野球 ファミスタ2011（ニンテンドー3DS用ソフト）　ゲームPVのナレーションも担当。

### テレビアニメ
- バンパイヤン・キッズ（レーダーハット）
- 爆球Hit! クラッシュビーダマン（クラッシャーBB）

### その他
- 千葉ロッテマリーンズ戦（千葉マリンスタジアム）のインターネット中継（Yahoo!動画）実況DJ
- 埼玉県さいたま市の埼玉県立いずみ高等学校でISO環境について考える特別授業で講師を務めた。

## ディスコグラフィー
「AK LIVE」、「GOLDFISH RESCUE GANG」としての発表作品は、各項を参照のこと。
- 「地球（あなた）へ」 / THE EARTH BEATS
  - KOUSAKU / chorus: NANA MIZUKI（水樹奈々） / エイジアエンジニア / eyes / ZOOCO / 根本美緒 / 大林素子 / Marugomi Kids
    - 作詞：KOUSAKU 作曲：HAJIME 編曲：土屋学
    - 2008年9月24日発売
    - 「湾岸まるごとゴミ拾い～100年たっても地球（あなた）となかよし～」サポートソング